# Museu do Ártico e do Antártico
O Museu Estatal Russo do Ártico e do Antártico (em russo: Российский государственный музей Арктики и Антарктики) é um museu em São Petersburgo, na Rússia. Foi fundado em novembro de 1930 como parte do Instituto Soviético de Pesquisa do Ártico e Antártica, mas só foi inaugurado seis anos mais tarde.
O museu está localizado na igreja neoclássica Avraam Melnikov da década de 1820 e continua a ser o maior museu dedicado à exploração polar no mundo. O atual diretor do museu é Victor Boyarsky.